# Baire-ruimte (verzamelingenleer)
In de verzamelingenleer, een deelgebied van de wiskunde, is de baire-ruimte de verzameling {\displaystyle \mathbb {N} ^{\mathbb {N} }} van alle oneindige rijen van natuurlijke getallen uitgerust met een bepaalde topologie. Deze ruimte wordt vaak gebruikt in de beschrijvende verzamelingenleer. De baire-ruimte wordt vaak aangeduid met {\displaystyle \mathbb {B} } of {\displaystyle \omega ^{\omega }}. Moschovakis duidt de ruimte aan met {\displaystyle {\mathcal {N}}}. 
De baire-ruimte wordt gedefinieerd als het cartesisch product van een aftelbaar aantal kopieën van de verzameling van natuurlijke getallen, met als topologie de producttopologie, waarbij elk exemplaar van de verzameling van natuurlijke getallen is uitgerust met de discrete topologie. De baire-ruimte wordt vaak weergegeven door gebruik te maken van de boom van eindige rijen van natuurlijke getallen. 
De baire-ruimte kan worden vergeleken met de cantor-ruimte, de verzameling van oneindige rijen van binaire cijfers. 

## Eigenschappen
De baire-ruimte heeft de volgende eigenschappen: 
1. De baire-ruimte is een perfecte Poolse ruimte, wat betekent dat het een volledig metriseerbare tweedst-aftelbare ruimte is, waarin geen geïsoleerde punten voorkomen. Als zodanig heeft de baire-ruime dezelfde kardinaliteit als de reële lijn en is een baire-ruimte in de topologische zin van het woord.
  1. nuldimensionaal en volledig losgekoppeld.
  2. niet lokaal compact.
  3. universeel voor Poolse ruimten in de zin dat de baire-ruimte continu "onto" elke niet-lege Poolse ruimte kan worden afgebeeld.
  4. homeomorf met het product van een willekeurig aantal eindige of aftelbare kopieën van zichzelf